# خبز بلا أطراف
خبز بلا أطراف هو الخبز الذي لايملك أطراف محمصة ومخبوزة أكثر من اللازم. ويتم غالباً تحضير البقسماط من هذا النوع من الخبز والذي يتم إنتاجه من خلال تمرير تيار كهربائي عبر العجينة.
بعض شركات الخبز، مثل بعض الشركات البريطانية، تقوم بتصنيع خبز بلا أطراف مستهدفة الأطفال تسويقيا، حيث تكون الأطراف أقل تحميصاً وذلك بخبزها على درجة حرارة منخفضة لأنتاج خبز بلا أطراف، أو أطراف مشابهه لشكل الخبز بأكمله. أما بعض الشركات الأخرى فتقوم بتصنيع الخبز ثم بتقوم بقطع الأطراف لاحقاً بعد الخبز.
إزالة الأطراف يؤدي إلى فقدان مواد غذائية مفيدة بكثرة، فأطراف الخبز تملك نسبة عالية جداً من الألياف والمواد المضادة للأكسدة وتحتوي على الحصة الأكبر من الفيتامينات والمعادن مقارنة بالجزء الداخلي من الخبز. أطراف الخبز الأسمر تحديداً يملك أعلى كميات من هذه المواد الغذائية مثل «برونايل-لايسين» التي يتم إجراء بحوث عليها حاليا لخواصها المحتملة لتثبيط سرطان القولون والمستقيم.